# 제1캐나다공수대대
제1캐나다 공수대대는 제2차 세계 대전 중인 1942년 7월에 창설된 캐나다 육군의 공수부대 보병 대대였다. 이 부대는 북서유럽에서 통가 작전의 일환으로 노르망디 상륙 작전의 노르망디 상륙과 병행하여 1944년 6월 6일에 프랑스에 상륙했고, 1945년 3월에는 라인강 도하 바시티 작전에 참여했다. 유럽에서의 적대 행위가 끝난 후, 대대는 캐나다로 귀환하여 1945년 9월 30일에 해산되었다.
전쟁이 끝날 무렵, 이 대대는 놀라운 명성을 얻었다. 이들은 임무 완수에 실패한 적이 없었고, 한 번 점령한 목표를 절대 포기하지 않았다. 이들은 벌지 전투에 참여한 유일한 캐나다인들이었으며, 다른 어떤 캐나다 부대보다 적진 깊숙이 진격했다. 캐나다 육군 소속임에도 불구하고, 영국 육군 소속인 영국 제3공수여단에 배속되었고, 이 여단은 다시 제6공수사단에 배속되었다.

## 초기 역사

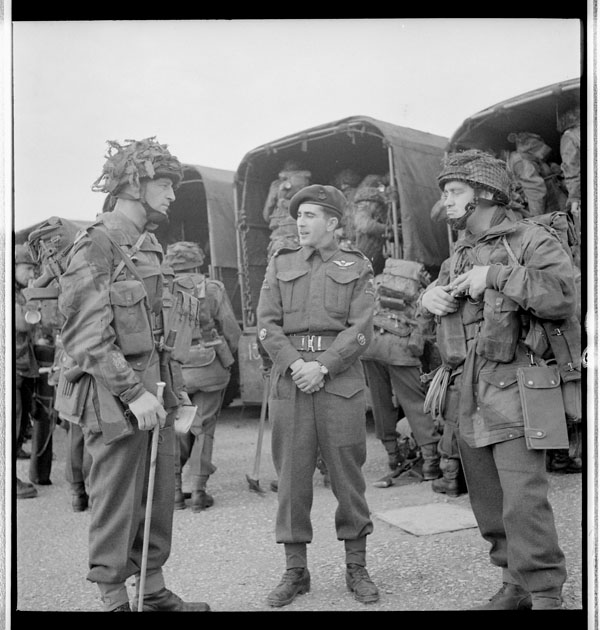
1944년 5월, D-Day 전환 캠프를 위해 잉글랜드를 떠나려던 대대 병사들.

E. L. M. 번스 대령은 캐나다 공수대대 창설의 주역이었고, 그 창설을 위해 끊임없이 노력했다. 이 아이디어는 국토 방위군과의 관련성이 부족하다는 이유로 여러 차례 거부되었다. 번스는 독일의 침공이 발생할 경우 공수부대가 캐나다의 외딴 지역으로 병력을 수송하는 좋은 방법이 될 것이라고 제안했다. 독일 팔쉬름예거Fallschirmjäger의 놀라운 업적과 영국 및 미국 공수부대의 창설이 있은 후에야 캐나다 군부는 번스의 요청을 승인했다.
1942년 7월 1일, 국방부는 제1캐나다 공수대대 창설을 승인했다. 대대는 대대 본부, 3개 소총 중대, 본부 중대로 구성되었으며, 인가된 병력은 장교 26명과 기타 병사 590명이었다. 같은 해 후반, 최근에 창설된 제2캐나다 공수대대(이 대대는 제1특수임무부대의 캐나다 파견대였다)에 대한 지원자도 모집되었다.
초기 훈련은 미국의 포트 무어와 잉글랜드의 RAF 링웨이에서 실시되었다. 마니토바주 CFB 실로에 캐나다 공수 훈련 부대가 개발되기 전에 두 훈련 시스템의 장점을 최대한 활용하기 위해 신병 그룹이 두 국가로 파견되었다. 미국 포트 무어로 간 그룹에는 부대의 초대 지휘관인 H. D. 프록터 소령이 포함되어 있었는데, 그는 낙하산 장비 줄이 뒤따르던 항공기에 의해 잘리는 사고로 사망했다. 그는 G. F. P. 브래드브룩 중령으로 교체되었고, 브래드브룩은 1944년 6월 14일 노르망디 작전이 끝날 때까지 대대를 이끌었다.

## 잉글랜드

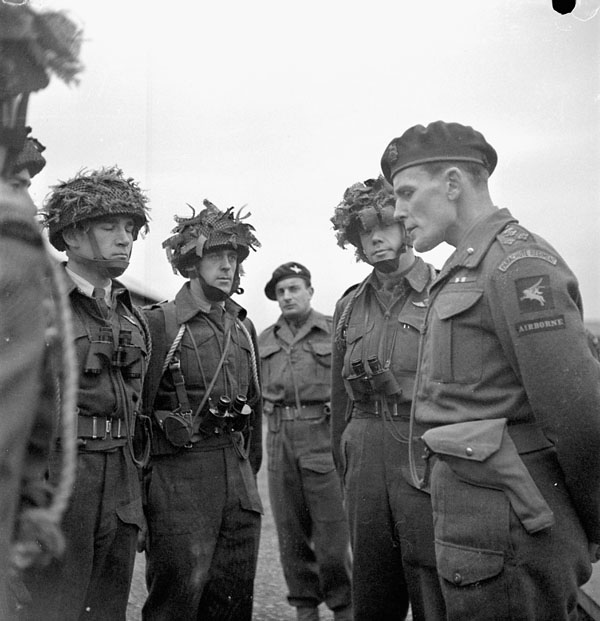
1943년 12월 6일, 잉글랜드 불포드 카터 막사에서 제3공수여단 사령관인 제임스 힐 준장(오른쪽)이 제1캐나다 공수대대 장교들에게 브리핑하고 있다.

1943년 7월, 제1캐나다 공수대대는 잉글랜드로 파견되어 영국 제6공수사단의 제3공수여단의 지휘를 받게 되었다. 대대는 이후 1년 동안 공수 작전 훈련에 매진했다. 이전의 미국 훈련과 새로운 훈련 방식의 주요 차이점은 하나의 낙하산만으로 점프하고, C-47 다코타의 문을 통해 뛰어내리는 대신 항공기 바닥의 구멍을 통해 점프하는 것이었다.

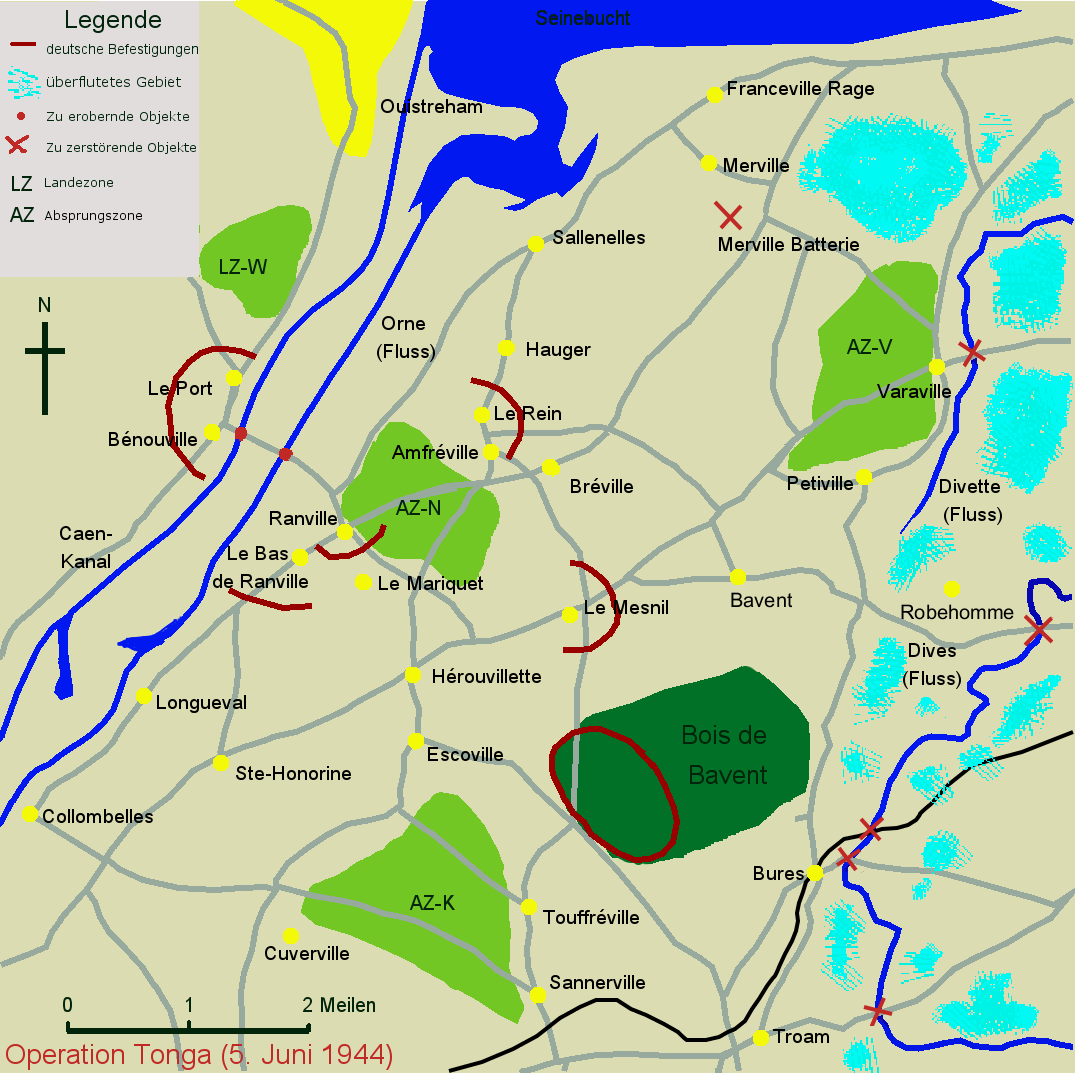
디브강과 디벳강에 있는 DZ와 대대의 목표 지점을 나타낸 지도.

## 오버로드 작전
1944년 6월 5일 저녁, 대대는 50대의 항공기에 탑승하여 프랑스로 수송되었다. 각 병사는 칼, 토글 로프, 프랑스 통화가 포함된 탈출 키트, 그리고 일반 장비 외에 2개의 24시간 전투 식량 팩을 휴대했는데, 총 무게는 70파운드에 달했다. 대대는 여단의 나머지 병력보다 한 시간 일찍 상륙하여 강하 지점(DZ)을 확보했다. 그 후, 그들은 바라빌에서 디브강과 그 지류를 가로지르는 도로 다리를 파괴하고, 교차로의 요새를 무력화하라는 명령을 받았다.
또한, 캐나다인들은 메르빌 포대에 대한 공수연대 제9대대의 공격 동안 좌익(남쪽)을 보호하고, 그 후 능선 중앙의 중요한 지점인 르 메닐 교차로를 확보해야 했다.
브래드브룩 중령은 중대장들에게 다음 명령을 내렸다:
C 중대 (H.M. 맥리드 소령)는 DZ를 확보하고, 적 본부(HQ)를 파괴하며, DZ의 남동쪽 모서리를 확보하고, 바라빌의 라디오 방송국을 파괴하고, 바라빌의 디벳 강 개천 위의 다리를 폭파해야 했다. C 중대는 그 후 르 메닐 교차로에서 대대에 합류할 것이다.
A 중대 (D. 윌킨스 소령)는 메르빌 포대 공격 동안 제9대대의 좌익을 보호하고, 그 후 제9대대의 르 플레인 지형 진격을 엄호할 것이다. 그들은 르 메닐 교차로를 점령하고 유지할 것이다.
B 중대 (C. 풀러 소령)는 상륙 후 2시간 이내에 디브 강 위의 다리를 파괴하고, 르 메닐 교차로로 철수 명령이 내려질 때까지 그 지역을 적에게 점령당하지 않도록 해야 했다.
대대는 6월 6일 0100시에서 0130시 사이에 상륙하여 프랑스에 상륙한 최초의 캐나다 부대가 되었다. 악천후와 시야 불량 등 여러 이유로 병사들은 계획된 강하 지점에서 상당히 멀리 흩어졌다. 정오까지 독일군의 저항에도 불구하고, 대대원들은 모든 목표를 달성했다. 바라빌과 로베옴의 디브강과 디베트강의 다리가 파괴되었고, 메르빌의 제9공수대대 좌익이 확보되었으며, 르메닐의 교차로가 점령되었다. 이후 며칠 동안 캐나다군인들은 교두보를 강화하고 연합군 병력의 센 강으로의 진격을 지원하기 위한 지상 작전에 참여했다.
1944년 8월 23일, 브래드브룩 중령은 런던의 캐나다 군 본부 총참모부에 임명되었고, 이디 소령이 일시적으로 대대 지휘를 맡게 되었다. 사흘 후인 1944년 8월 26일, 제6공수사단은 노르망디 전선에서 철수했다. 제1캐나다 공수대대 소속 장교 27명과 병사 516명이 노르망디 전투에 참가했으며, 이 부대는 367명의 사상자를 냈다. 이 사상자 중 5명의 장교와 76명의 병사가 전사하거나 부상으로 사망했다. 부대는 전력을 회복하고 전투 준비 태세를 갖추기 위해 재편성 및 재훈련을 받아야 했다. 노르망디 전투는 전쟁 방식에 큰 변화를 가져왔다. 공수부대는 시가전과 적진 점령을 포함한 공격적 역할에 대비한 새로운 훈련이 필요했다. 9월 6일, 대대는 노르망디를 떠나 영국 불포드 훈련 캠프로 돌아왔다. 그곳에서 제프 니클린 중령이 대대장이 되었다.
1944년 12월, 대대는 다시 유럽 본토로 파견되었다. 크리스마스에 그들은 벨기에로 항해하여 아르덴의 독일군 공세, 즉 벌지 전투로 알려진 공세에 맞섰다.

## 아르덴과 네덜란드

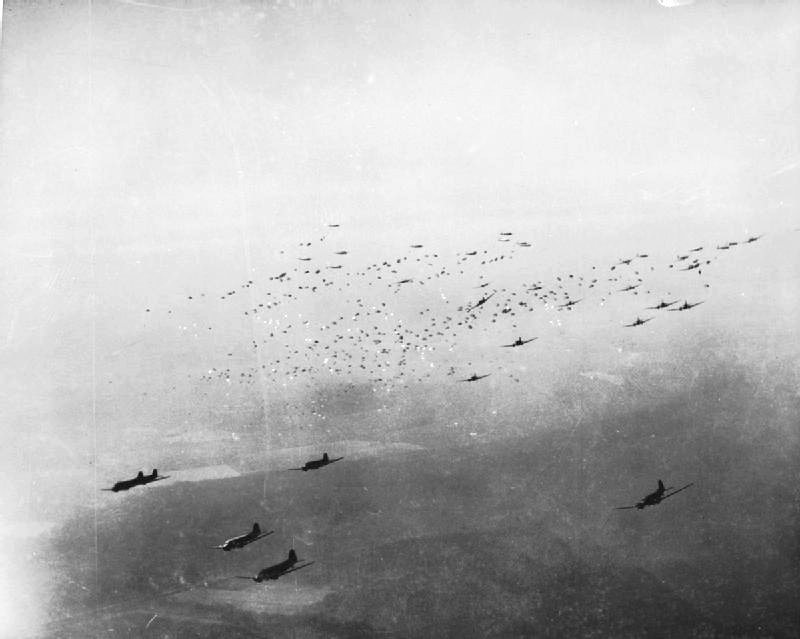
바시티 작전은 전쟁 중 가장 큰 공수 작전이었다. 1945년 3월 24일부터 약 1,500대의 수송기와 글라이더에 의해 약 4만 명의 공수부대가 투하되었다.

1945년 1월 2일, 제1캐나다 공수대대는 다시 대륙에서의 지상 작전에 투입되어 벌지 전투의 마지막 날 전선에 도착했다. 그들은 주야간 순찰을 돌고 적의 침투 시도를 방어하는 임무를 맡았다. 대대는 또한 아이, 마르슈, 로이, 방드 마을을 통과하는 일반적인 진격에도 참여했다. 방드 점령은 벌지 전투의 끝과 대대의 작전 참여를 의미했다.
대대는 다음으로 네덜란드로 이동하여 라인강 도하 작전을 준비했다. 그들은 순찰 및 습격을 활발히 수행하고 적절한 곳에 교두보를 구축했다. 캐나다군 진지에 대한 포격이 심했음에도 불구하고, 그들이 그곳에 머물렀던 기간과 적 진지의 강도를 고려할 때 사상자는 매우 적었다. 이 기간 동안 대대는 2월 23일 영국으로 귀환할 때까지 활발한 방어와 상당한 순찰 활동을 유지했다.
3월 7일, 대대는 휴가에서 복귀하여 전쟁의 마지막 주요 공수 작전인 라인강 도하 바시티 작전 훈련을 시작했다.

## 바시티 작전

바시티 작전 강하 지점 지도

미국 제17공수사단과 영국 제6공수사단은 라인강을 건너 베젤을 점령하는 임무를 맡았는데, 이는 주간에 진행되는 공수부대와 글라이더 작전으로 수행될 예정이었다.
제3공수여단은 다음 임무를 맡았다.
- 강하 지점(DZ)을 정리하고 DZ 서쪽 끝 도로에 방어 진지를 구축하는 것.
- 이 지형의 남북을 가로지르는 주요 도로를 가로막는 슈나펜부르크 지형을 점령하는 것.[4]

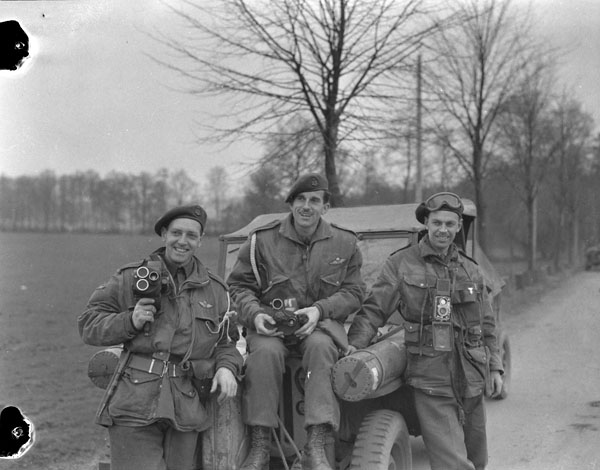
제1캐나다 공수대대에 배속된 캐나다군 영화 사진 부대의 사진작가들.

제1캐나다 공수대대는 숲 서쪽 가장자리 중앙 지역을 점령하고 유지하라는 명령을 받았다. 그곳에는 베젤에서 에미리히로 북쪽으로 뻗어 있는 주요 도로와 여러 주택이 있었다. 이 지역은 독일 공수부대가 점령하고 있는 것으로 추정되었다. "C" 중대는 레스와 에미리히로 향하는 도로의 교차점 근처 숲의 북쪽 부분을 정리할 것이다. 이 지역이 확보되면 "A" 중대는 해당 진지를 통과하여 DZ 근처의 주택을 점령할 것이다. "B" 중대는 숲의 남서쪽 부분을 정리하고 대대의 측면을 확보할 것이다. 일부 공수부대원들이 착륙 지점에서 멀리 떨어진 곳에 강하했음에도 불구하고, 대대는 목표를 신속하게 확보할 수 있었다. 대대는 1945년 3월 24일 초기 강하 중에 전사한 지휘관 제프 니클린 중령을 잃었다. 니클린의 사망 이후 마지막 부대 지휘관은 대대 해산까지 G.F. 이디 중령이었다.
이 작전의 결과는 하루 반 만에 독일 제1공수군단이 패배한 것이었다. 다음 37일 동안 대대는 영국 제6공수사단의 일원으로 459 킬로미터 (285 mi)를 진격했으며, 4월 15일 베르겐-벨젠 강제 수용소를 발견했다.
대대는 소련군이 덴마크를 점령하기 위해 더 서쪽으로 진격하는 것을 막기 위해 5월 2일에 비스마르 시를 점령했다. 비스마르에서 대대는 붉은 군대를 만났다(전투 기간 동안 붉은 군대를 만난 유일한 캐나다 육군 부대는 캐나다 영화 및 사진 부대 파견대를 제외하고는 이 부대가 유일했다). 독일은 5월 8일에 무조건 항복했고, 대대는 2주 더 비스마르에 머물다가 잉글랜드로 비행기를 타고 돌아왔다.

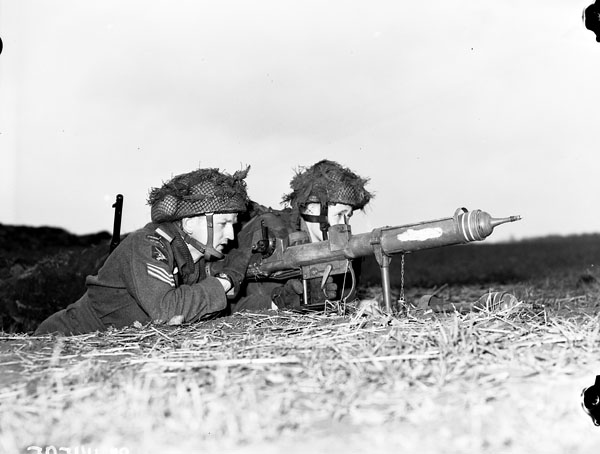
1945년 3월 29일, 독일 렘베크에서 PIAT 대전차 무기를 든 제1캐나다 공수대대 소속 이병 L.H. 존슨과 병장 D.R. 페어본.

대대원 1056명은 1945년 5월 31일 SS 일 드 프랑스를 타고 캐나다로 향했고, 6월 20일 핼리팩스에 도착했다. 그들은 부대 단위로 귀환했으며, 캐나다로 이렇게 군사 단체로서 처음으로 귀환한 그룹이었다. 그들은 그날 핼리팩스를 행진했고, 그 중 약 330명은 토론토로 돌아와 유니언역에서 토론토 대학교까지 행진했다. 9월 30일 대대는 공식적으로 해산되었다.

## 전투 명예
제1캐나다 공수대대가 해산된 한참 뒤, 캐나다 공수 연대는 제1캐나다 공수대대와 제1캐나다 특수근무대대(일명 제2캐나다 공수대대: 제1특수임무부대, 일명 악마 여단의 캐나다 구성 부대)의 영속성을 부여받았으며, 결과적으로 다음 전투 명예를 부여받았다.

### 제1캐나다 공수대대
- 노르망디 상륙
- 디브강 도하
- 라인강
- 북서유럽, 1944-1945[1][16]

## 빅토리아 십자훈장
제1캐나다 공수대대 소속 병사 중 한 명인 위생병 상등병 프레더릭 조지 토프햄은 빅토리아 십자훈장을 수여받았다. 토론토 출신인 그는 제2차 세계 대전에서 열한 번째이자 가장 어린 캐나다 빅토리아 십자훈장 수상자였다. 격렬한 총격 속에서 심한 부상을 입은 채 강하 지점에서 생명을 구한 그의 영웅적인 행동은 최소 한 명의 공수부대원 목숨을 구했다. 이 영웅적인 행동은 1945년 3월 24일 독일 베젤 근처 라인강 동쪽에서 일어났다.

## 같이 보기
- "킬링 나이프" - 제1캐나다 공수대대
- 캐나다 공수 연대
- 악마의 여단

## 주요 인물
- 러셀 E. 해리슨
- 테드 레더
- 토미 프린스
- 제프 니클린
- 샘 잭스
- 데니스 플린
- 얀 드 프리스